# Kirsten Johnson
Kirsten Johnson (nacida en 1965) es una documentalista y directora de fotografía estadounidense.
Sus créditos cinematográficos incluyen Derrida (2002), un documental sobre el filósofo francés Jacques Derrida, el documental Darfur Now (2006), y Pray the Devil Back to Hell (2008), que ganó el Festival de Cine de Tribeca a Mejor Documental.
Sus obras más recientes son The Oath (2010) y Citizenfour (2014), ambas dirigidas por Laura Poitras. The Oath se trata del chofer de Osama bin Laden, Abu Jandal, por el que Johnson ganó un premio de Sundance. Citizenfour refiere a Edward Snowden y sus revelaciones sobre la NSA.
Johnson de graduó en la Universidad de Brown en 1987. Su película de 1999, Innocent Until Proven Guilty, examinó el número de hombres afroamericanos en el sistema de justicia penal estadounidense.